# Погачник, Йоже (режиссёр)
Йоже Погачник (словен. Jože Pogačnik; 22 апреля 1932, Марибор, Королевство Югославия — 16 февраля 2016, Любляна, Словения) — словенский режиссёр кино и телевидения, лауреат ряда кинопремий.

## Биография и карьера
Закончил режиссёрский факультет Академии театра, радио, кино и телевидения в Люблянах.
Начал свою карьеру с написания критических рецензий. В 1960 году впервые выступил как режиссёр, став одним из влиятельных кинематографистов Словении, специализировавшихся на документальном и короткометражном кино на социальные темы. В течение своей более чем 30-летней карьеры снял ряд работ, удостоенных югославских и международных кинопремий, в частности, фильм Naročeni ženin in Derby, удостоенный премии фонда Прешерна 1966 года, и «Три этюда для Кэти и Милоша», получивший спецприз «Серебряный медведь» за короткометражное кино Берлинского международного кинофестиваля 1972 года и «Следуя за солнцем», удостоенный «Серебряного льва» на Венецианском кинофестивале того же года. Помимо других работ, снял несколько полнометражных фильмов, включая «Кафе „Астория“» (1989), за который был удостоен «Золотой Арены» за лучшую режиссёрскую работу Югославского кинофестиваля в Пуле.
Практически перестал снимать после 1996 года.
В конце жизни был удостоен нескольких премий за пожизненный вклад в киноискусство.